# 현쥬니
현쥬니(Hyun Jyu-ni 1985년 8월 1일 ~ )는 대한민국의 배우이다.
가명 주안, 쥬니로 활동하다 현재는 본명 현쥬니로 바꾸어 활동하고 있다.

## 학력
- 광신고등학교
- 서울종합예술전문학교 실용음악과

## 가족
2012년 3살 연상 사업가와 괌에서 결혼하여, 결혼 8개월만에 아들을 출산했다.

## 출연 작품

### 드라마
| 연도 | 제목               | 역할   | 방송사 | 비고    |
| ---- | ------------------ | ------ | ------ | ------- |
| 2008 | 베토벤 바이러스    | 하이든 | MBC    | 18부작  |
| 2009 | 아이리스           | 양미정 | KBS2   | 20부작  |
| 2010 | 나는 전설이다      | 양아름 | SBS    | 16부작  |
| 2012 | 울랄라 부부        | 고일란 | KBS2   | 18부작  |
| 2014 | 엔젤 아이즈        | 차민수 | SBS    | 20부작  |
| 2014 | 마마               | 레이첼 | MBC    | 24부작  |
| 2016 | 태양의 후예        | 표지수 | KBS2   | 16부작  |
| 2017 | 브라보 마이 라이프 | 정성아 | SBS    | 56부작  |
| 2019 | 리갈 하이          | 소피아 | JTBC   | 16부작  |
| 2020 | 엄마가 바람났다    | 오필정 | SBS    | 122부작 |
| 2022 | 현재는 아름다워    | 이소라 | KBS2   | 50부작  |

### 영화
| 연도 | 제목                 | 역할    | 비고 |
| ---- | -------------------- | ------- | ---- |
| 2009 | 국가대표             | 왕순덕  |      |
| 2009 | 하늘과 바다          | 바다    |      |
| 2010 | 아이리스 - 더 무비   | 양미정  |      |
| 2011 | 퍼펙트 게임          | 민경    |      |
| 2012 | 반창꼬               | 현경    |      |
| 2015 | 열정같은소리하고있네 | 현 기자 |      |

### 뮤지컬
- 2017년 《목계나루 아가씨》 - 진달래 역

### 예능 프로그램
- 2015년 MBC 《미스터리 음악쇼 복면가왕 - 빙수야 팥빙수야》
- 2015년 tvN 《언제나 칸타레2》
- 2016년 SBS 《보컬 전쟁 : 신의 목소리》
- 2021년~2022년 tvN 《엄마는 아이돌》

### 광고
- 아웃백 스테이크하우스

## 기타

### 음반
| 년도   | 가수         | 작품명                         |
| ------ | ------------ | ------------------------------ |
| 2008년 | 벨라 마피아  | Over Step                      |
| 2010년 | 벨라 마피아  | Over Step II                   |
| 2010년 | 마돈나       | 나는 전설이다 OST              |
| 2016년 | 스칼렛모조핀 | A sad story of the near future |
| 2017년 | 현주니       | 브라보 마이 라이프 OST         |

## 수상 및 후보
| 연도 | 시상식                     | 부묻                                | 작품            | 결과 |
| ---- | -------------------------- | ----------------------------------- | --------------- | ---- |
| 2008 | MBC 연기대상               | 여자 신인상                         | 베토벤 바이러스 | 후보 |
| 2009 | 제46회 대종상              | 신인여우상                          | 하늘과 바다     | 후보 |
| 2010 | 제5회 아시아 모델상 시상식 | 모델 특별상 뉴스타상                | 빈칸            | 수상 |
| 2020 | SBS 연기대상               | 중·장편 드라마 부문 여자 우수연기상 | 엄마가 바람났다 | 후보 |